# Borgo San Lorenzo
Borgo San Lorenzo is een gemeente in de Italiaanse provincie Florence (regio Toscane) en telt 16.761 inwoners (31-12-2004). De oppervlakte bedraagt 146,1 km², de bevolkingsdichtheid is 115 inwoners per km².
De volgende frazioni maken deel uit van de gemeente: Casaglia, Grezzano, Luco di Mugello, Panicaglia, Polcanto, Razzolo, Ronta, Sagginale.

## Demografie
Borgo San Lorenzo telt ongeveer 6459 huishoudens. Het aantal inwoners steeg in de periode 1991-2001 met 3,5% volgens cijfers uit de tienjaarlijkse volkstellingen van ISTAT.
| Jaar | Inwoneraantal |
| ---- | ------------- |
| 1991 | 15.285        |
| 2001 | 15.825        |

## Geografie
De gemeente ligt op ongeveer 193 m boven zeeniveau.
Borgo San Lorenzo grenst aan de volgende gemeenten: Fiesole, Firenzuola, Marradi, Palazzuolo sul Senio, Pontassieve, San Piero a Sieve, Scarperia, Vaglia, Vicchio.

## Geboren
- Bachiacca (1494-1557), kunstschilder
- Alessandro Iacchi (1999), wielrenner

## Foto's

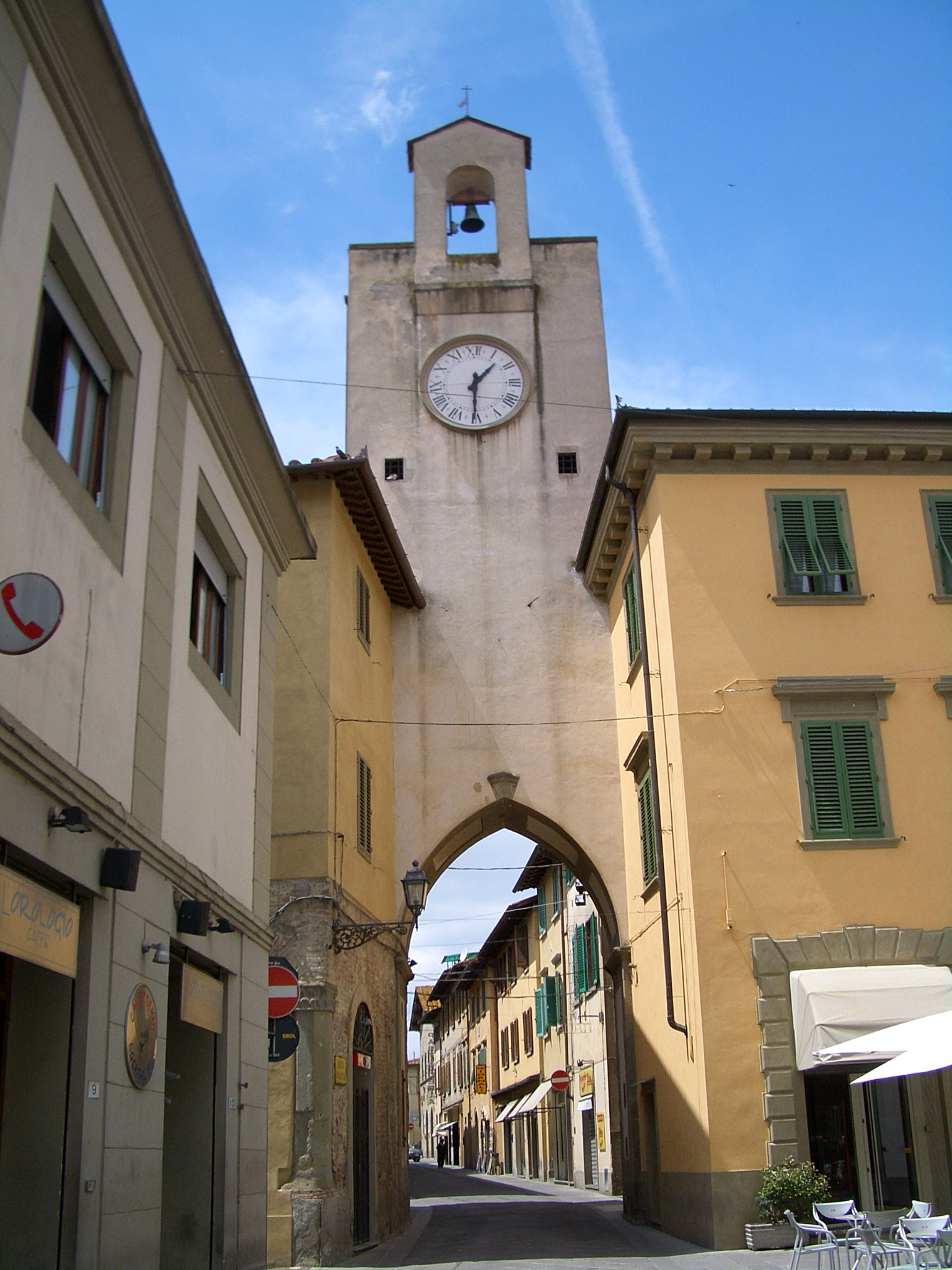
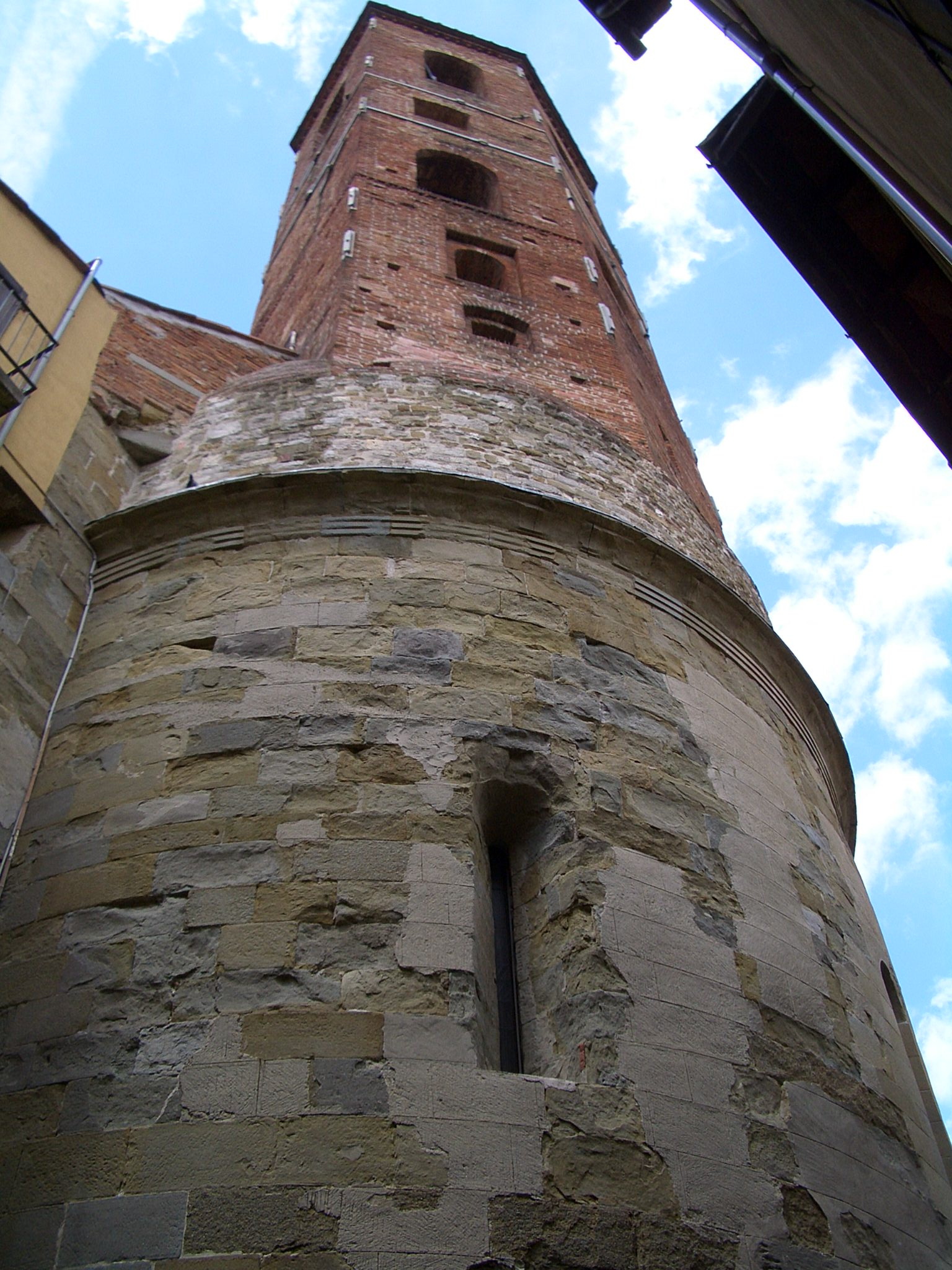
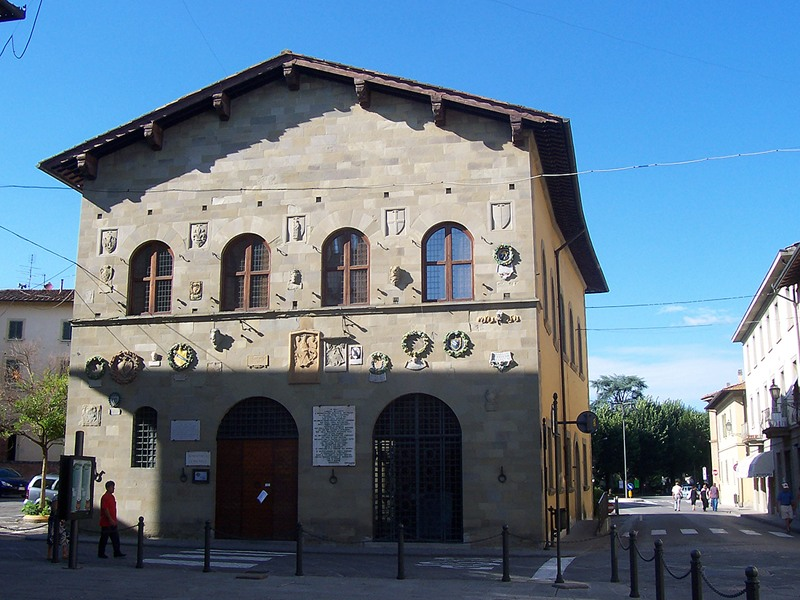
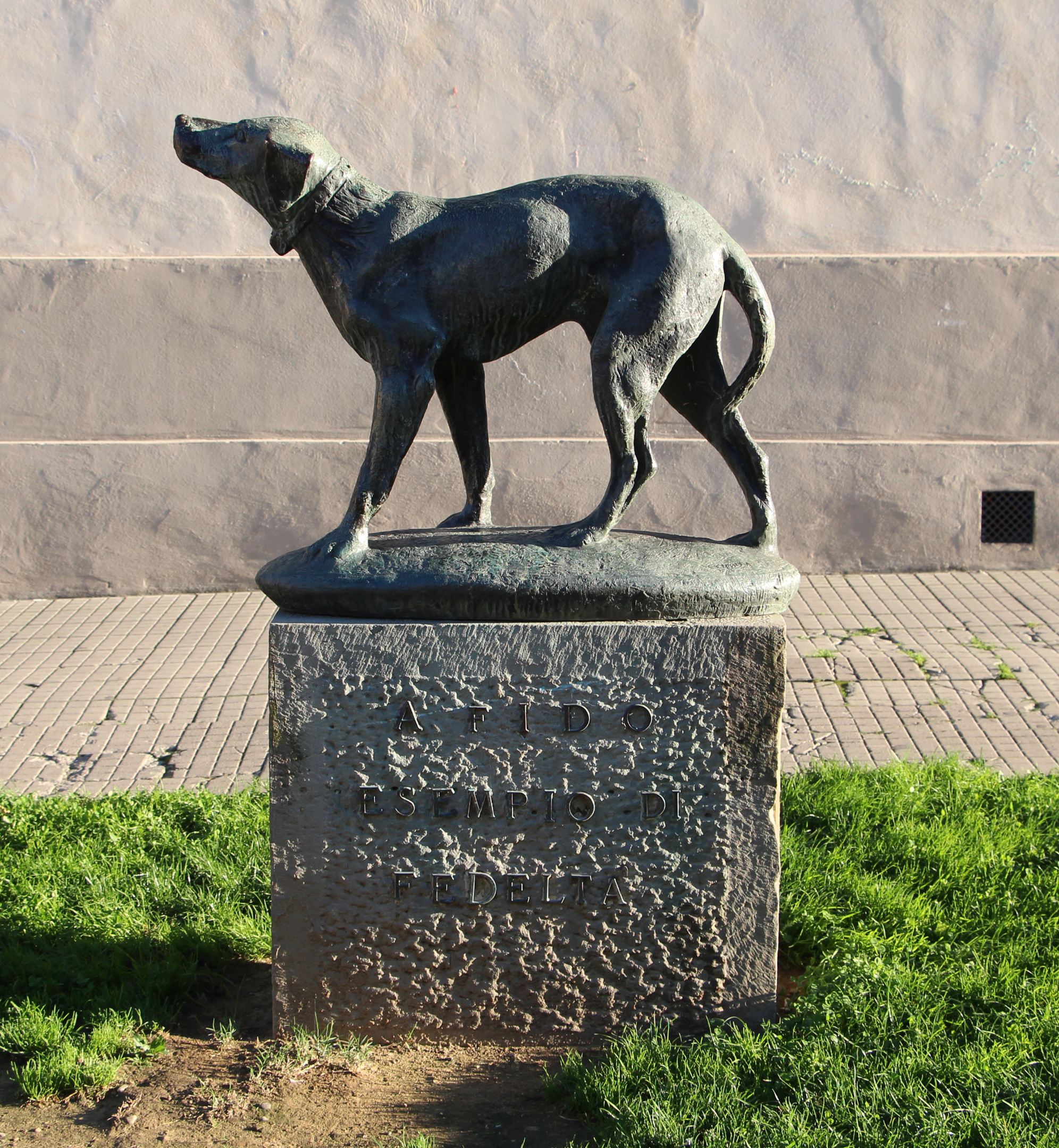
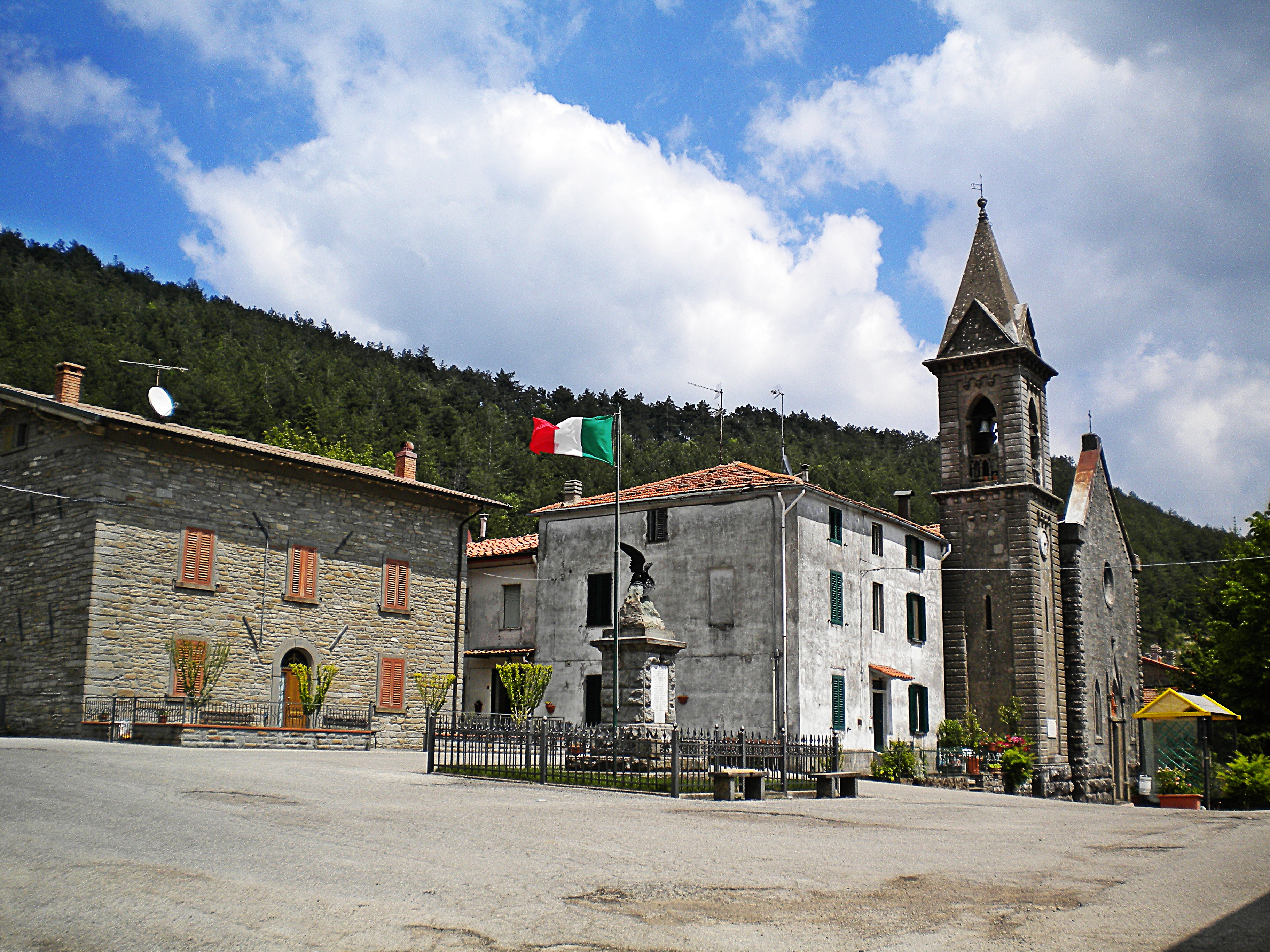

Bagno a Ripoli · Barberino di Mugello · Barberino Tavarnelle · Borgo San Lorenzo · Calenzano · Campi Bisenzio · Capraia e Limite · Castelfiorentino · Cerreto Guidi · Certaldo · Dicomano · Empoli · Fiesole · Figline e Incisa Valdarno · Florence · Firenzuola · Fucecchio · Gambassi Terme · Greve in Chianti · Impruneta · Lastra a Signa · Londa · Marradi · Montaione · Montelupo Fiorentino · Montespertoli · Palazzuolo sul Senio · Pelago · Pontassieve · Reggello · Rignano sull'Arno · Rufina · San Casciano in Val di Pesa · San Godenzo · Scandicci · Scarperia e San Piero · Sesto Fiorentino · Signa · Vaglia · Vicchio · Vinci
1. ↑  https://demo.istat.it/?l=it.